# Juan Carlos Alzugaray
Juan Carlos Alzugaray (* in Salto) war ein uruguayischer Fußballspieler.

## Verein
Alzugaray gehörte mindestens 1924 und in der bis in den Februar 1928 reichenden Spielzeit 1927 dem Kader der seinerzeit in der Primera División spielenden Rampla Juniors an. Während sein Verein 1924 den dritten Tabellenplatz belegte, gewann man in der Saison 1927 unter Trainer José Colfina in der ersten Spielzeit nach dem Laudo Serrato, der das Ende der zwischenzeitlichen Aufspaltung der Organisationsstruktur im uruguayischen Fußball mit sich brachte, die uruguayische Meisterschaft.

## Nationalmannschaft
Alzugaray war auch Mitglied der uruguayischen A-Nationalmannschaft. Insgesamt absolvierte er von seinem Debüt am 25. Mai 1924 bis zu seinem letzten Spiel für die Celeste am 19. August 1925 sechs Länderspiele. Einen Treffer erzielte er nicht.
Er nahm mit der Nationalelf an der Südamerikameisterschaft 1924 teil und gewann mit Uruguay den Titel. Dazu trug er in zwei Begegnungen aktiv bei.

## Erfolge
- Südamerikameister: 1924
- Uruguayischer Meister: 1927